# Hríshóll
Hríshóll är en kulle i republiken Island. Den ligger i regionen Suðurland, 733 km sydost om huvudstaden Reykjavík. Toppen på Hríshóll är 181 meter över havet.
Trakten runt Hríshóll är nära nog obefolkad, med mindre än två invånare per kvadratkilometer. Närmaste större samhälle är Vík í Mýrdal, nära Hríshóll. Omgivningarna runt Hríshóll är i huvudsak ett öppet busklandskap.